# Bohemund VI van Antiochië
Bohemund VI (de Poitiers) (1237 - 1275) was prins van Antiochië van 1251 tot 1268 en graaf van Tripoli vanaf 1251 tot zijn dood.
Bohemund was een zoon van Bohemund V van Antiochië en Lucia d'Segni. Zij was een zuster van Paus Innocentius III. In 1254 trouwde Bohemund met Sibylla van Armenië, onder het toeziend oog van Lodewijk IX van Frankrijk die de vrede herstelde tussen de staten Armenië en Antiochië, en dat succes moest bezegeld worden met een huwelijk. Jaren eerder was Bohemund IV, de grootvader van Bohemund VI, begonnen de vrede tussen de buurstaten te bedreigen.
Nadat deze problemen waren opgelost ontstonden er nieuwe. De haast onweerstaanbare opmars van de Mongolen werd in de Kruisvaardersstaten met gemengde gevoelens gevolgd. Omdat sommige aanvoerders van de Mongolen nestoriaans waren, verwachtten vele kruisvaarders steun van hen tegen de moslims. Bohemond onderwierp zich als vazal aan de Mongolen, maar de Mammeluk Baibars wist de Mongolen verpletterend te verslaan bij Ain Jalut in 1260 en Baibars werd daarna sultan van Egypte. De Mammelukken wisten in de volgende jaren steeds meer van de kruisvaardersstaat in handen te krijgen en in 1268 veroverden ze de hoofdstad na het Beleg van Antiochië (1268). Bohemund was nu genoodzaakt om zich zuidelijker terug te trekken en moest zijn verdediging voeren vanuit het Graafschap Tripoli. Bohemund overleed in 1275, zonder Antiochië heroverd te hebben. Zijn zoon Bohemund VII volgde hem op.

Bohemund liet een nieuw wapen ontwerpen om daarin het graafschap Tripoli en het vorstendom Antiochië samen te voegen